# Sunjo di Joseon
Sunjo (순조?, 純祖?; Hanseong, 29 luglio 1790 – Hanseong, 13 dicembre 1834) è stato il ventitreesimo re di Joseon dal 1800 fino alla sua morte.

## Biografia

### Primi anni
Sunjo nacque con il nome Yi Gong il 29 luglio 1790 da Jeongjo di Joseon e da una delle sue concubine, subin Park. Pur essendo il secondo figlio del sovrano, fu designato come erede al trono vista la morte del primogenito, il principe Munhyo, nel 1786. Era favorito da Jeongjo per il suo bell'aspetto, il talento, l'intelligenza e il giudizio politico.
Sunjo salì al trono nell'estate del 1800, all'età di dieci anni, in seguito alla morte del padre. Due anni dopo sposò la figlia di Kim Jo-sun del bon-gwan Kim di Andong, che divenne la regina Sunwon. Essendo diventato re in giovane età, la grande regina vedova Jeongsun, sua bisnonna, gli fece da reggente per tre anni e mezzo. Durante questo periodo, Jeongsun epurò la maggior parte dei sostenitori di Jeongjo e smantellò la politica di imparzialità dei partiti (탕평책?, 蕩平策?) del defunto re, indebolendo l'autorità reale. Nel 1801 ebbe anche luogo la persecuzione Sinyu (신유박해?, Sin-yu bakhaeLR) nei confronti dei cattolici.

### Regno
Al termine della reggenza nel 1804, Sunjo annunciò di voler promuovere delle riforme seguendo i desideri del padre, ma il governo di Jeongsun aveva minato il suo potere. Per stabilizzare la propria posizione, il re chiese l'appoggio della famiglia del suocero, i Kim di Andong, convocando numerosi parenti acquisiti a ricoprire le posizioni di corte: guidati da Kim Jo-sun, i Kim di Andong strinsero rapporti di collaborazione con i Park di Bannam tramite Park Jun-won, nonno materno di Sunjo, e con i Jo di Pungyang attraverso Jo Deuk-yeong. In seguito a queste alleanze, i Kim di Gyeongju, famiglia della grande regina vedova Jeongsun, e i Noron Byeokpa furono soppiantati dai Kim di Andong e dai Noron Sipa negli equilibri di potere. È dal regno di Sunjo che ebbero inizio i 63 anni della cosiddetta "politica sedo" (세도정치?, sedo jeongchiLR) che vide il governo largamente influenzato dalle potenti famiglie imparentate con il sovrano.
Nel 1808, diventato maggiorenne, Sunjo iniziò a partecipare attivamente agli affari di Stato e, per essere informato della situazione finanziaria, militare e terriera, incaricò Seo Yeong-bo e Shim Sang-gyu di redigere il Mangi yoram (만기요람?, 萬機要覽?; lett. "Elementi essenziali di governo"). Inviò poi degli agenti segreti in tutto il Paese per riferirgli di eventuali danni pubblici e nel 1809 fu ordinato a tutti i governatori di trovare delle soluzioni. Sunjo si concentrò anche sulla milizia, rafforzando la guardia reale e l'ufficio centrale dei Cinque comandi militari, e promuovendo ufficiali militari di basso rango.
Le decisioni di Sunjo non furono accolte positivamente, ma invece ostacolate: a ottobre 1811 fu aspramente criticato dall'Ufficio dei censori (사간원?, 司諫院?, Sagan-wonLR) e dall'Ufficio dell'Ispettore generale (사헌부?, 司憲府?, SaheonbuLR) per i troppi divieti, ritenuti inutili e poco chiari. Gli sforzi del re di rafforzare il potere militare furono bloccati per gli interessi contrastanti dei Kim di Andong, l'ordine emesso nel 1809 di risolvere i problemi locali del Paese fu implementato sommariamente solo due anni dopo, e quando Sunjo tentò di presiedere ad aspetti specifici degli affari di Stato, come i soccorsi e le udienze dei prigionieri, gli fu detto di non intervenire perché era compito dei suoi sottoposti.
Intanto, il regno di Sunjo fu funestato da diversi incidenti: a parte un incendio che nel 1803 distrusse completamente il padiglione Injeongjeon al Changdeokgung, nel 1809 una carestia senza precedenti si abbatté sul Joseon e alla fine del 1811 scoppiò una rivolta contadina guidata da Hong Gyeong-rae, che durò fino ad aprile dell'anno successivo. A novembre del 1812 Jo Deuk-yeong mise in stato di accusa e fece esiliare Park Jong-gyeong, zio di Sunjo da parte di madre, dando ai Kim di Andong l'opportunità di monopolizzare il potere, e al termine dell'anno seguente la salute del re iniziò a peggiorare. Questi eventi traumatizzarono Sunjo, che perse la fiducia in se stesso e rinunciò a gestire gli affari di Stato: nonostante la richiesta dei funzionari di partecipare attivamente al governo, non ebbe alcun ruolo significativo per più di dieci anni, e nel 1819 il funzionario Im Seon criticò il suo silenzio in un appello, denunciando che le decisioni fossero approvate da chi stava in basso. Sunjo non prese posizione sulla vicenda e Im Seon fu esiliato con l'accusa di aver provato a sbarazzarsi dei funzionari di corte.
Nel 1823, su suggerimento di Nam Gong-cheol, Sunjo iniziò a convocare il quattordicenne principe ereditario Hyomyeong agli eventi ufficiali che si tenevano a palazzo, affidandogli la gestione dei riti ancestrali nazionali. Fiducioso che il figlio maggiore sarebbe stato in grado di rafforzare l'autorità reale al suo posto, quando Hyomyeong divenne maggiorenne nel 1827, Sunjo gli conferì la reggenza e si ritirò al Yeongyeongdang (연경당?, 演慶堂?), un palazzo che aveva fatto costruire nel cortile posteriore del Changdeokgung.

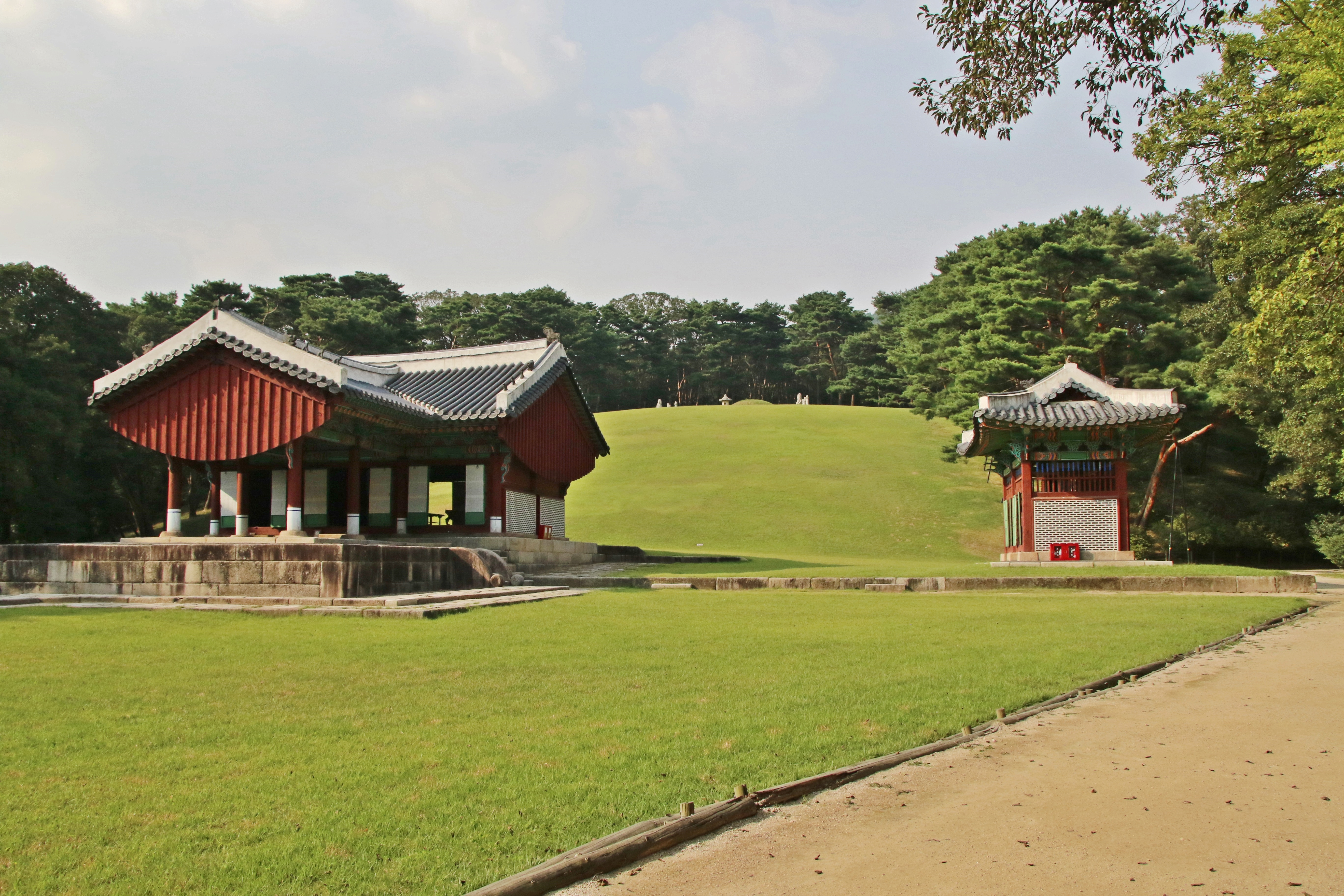
Illeung, luogo di sepoltura di Sunjo.

Conformemente alle aspettative di Sunjo, Hyomyeong si occupò con decisione dei parenti materni, diminuendone l'influenza anche grazie al matrimonio con la figlia di Jo Man-yeong del bon-gwan Jo di Pungyang, e si fece coinvolgere in prima persona nella realizzazione della Dongkwoldo (동궐도?, 東闕圖?), una mappa raffigurante i palazzi Changdeokgung e Changgyeonggung. La sua morte improvvisa nel 1830 pose però fine al progetto di rafforzamento dell'autorità reale. Quello stesso anno, un incendio distrusse il padiglione Hwangyeongjeon al Changgyeonggung e circa 400 stanze tra le quali il Tongmyeongjeon, lo Haminjeong e il Gyeongchunjeon. Un altro incendio al palazzo Changdeokgung nel 1833 rase al suolo 370 stanze.
Sunjo morì nel 1834 e gli succedette il nipote Yi Hwan, figlio di Hyomyeong. Il defunto re fu prima sepolto a Jangneung, Paju, già tomba di re Injo e della regina Inryeol, ma poi trasferito a Illeung per via del feng shui sfavorevole del sito.

## Ascendenza
|                   |              |                      | Genitori      |  |  | Nonni          |  |  | Bisnonni          |  |
|                   |              |                      |               |  |  | Sado di Joseon |  |  | Yeongjo di Joseon |  |
|                   |              |                      |               |  |  | Sado di Joseon |  |  | Yeongjo di Joseon |  |
|                   |              | Yeongbin Yi          |               |  |  | Sado di Joseon |  |  |                   |  |
| Jeongjo di Joseon |              |                      |               |  |  | Sado di Joseon |  |  |                   |  |
|                   |              | Heongyeong di Joseon | Hong Bong-han |  |  |                |  |  |                   |  |
|                   |              | Heongyeong di Joseon | Hong Bong-han |  |  |                |  |  |                   |  |
|                   |              | Heongyeong di Joseon | Signora Yi    |  |  |                |  |  |                   |  |
| Sunjo di Joseon   |              | Heongyeong di Joseon |               |  |  |                |  |  |                   |  |
|                   | Park Jun-won | Park Sa-seok         |               |  |  |                |  |  |                   |  |
|                   | Park Jun-won | Park Sa-seok         |               |  |  |                |  |  |                   |  |
|                   | Park Jun-won | Signora Yu           |               |  |  |                |  |  |                   |  |
| Subin Park        | Park Jun-won |                      |               |  |  |                |  |  |                   |  |
|                   |              | Signora Won          | Won Gyeong-yu |  |  |                |  |  |                   |  |
|                   |              | Signora Won          | Won Gyeong-yu |  |  |                |  |  |                   |  |
|                   |              | Signora Won          |               |  |  |                |  |  |                   |  |
|                   |              | Signora Won          |               |  |  |                |  |  |                   |  |

## Discendenza
Sunjo ebbe tre figli e una figlia dalla regina Sunwon, una figlia dalla sugui Park e un figlio adottivo. Nessuno dei suoi figli naturali superò i 22 anni di età, e solamente la principessa Deokon morì dopo il padre.
- Regina Sunwon (1789-1857)
  - Yi Yeong, principe ereditario Hyomyeong (1809-1830)
  - Principessa Myeongon (1810-1832)
  - Principessa Bokon (1818-1832)
  - Figlio sconosciuto (1820-1820)
  - Principessa Deokon (1822-1844)
  - Yi Byeon, principe Deokwan (1831-1864), figlio adottivo
- Sugui Park del bon-gwan Park di Miryang (?-1854)
  - Principessa Yeongon (1817-1829)